# التان جلاب
التان جلاب (به لاتین: Altan Jalab) یک منطقهٔ مسکونی در افغانستان است که در ولایت بدخشان (افغانستان) واقع شده‌است.